# Woda żywa
Woda żywa − termin biblijny oraz znany z przekazów i baśni.

## W Biblii
Zwrot używany w biblijnych tekstach przypisywanych Janowi Ewangeliście (Ewangelia Jana, Apokalipsa), który w interpretacjach egzegetycznych uważany jest za synonim Ducha Świętego.
Obszerny fragment Janowej Ewangelii − J 4,10-26 − w którym wzmiankowana jest woda żywa, nazywany jest czasem «Mową o wodzie żywej», «Dyskursem o wodzie żywej».
Termin był też używany w modlitwie w czasie rytuału chrzcielnego, w wezwaniu o zstąpienie Ducha Świętego przy polaniu wodą.

### Ewangelia Jana
Tradycyjnie «woda żywa» w czwartej Ewangelii interpretowana jest jako Duch Święty, trzecia osoba Trójcy Świętej. Dotyczy to m.in. fragmentu 4,15.
Fragment J 4,10–26 oraz epizod z Samarytanką opisany w rozdz. 4 uznawane są przez biblistów za swego rodzaju «Mowę o wodzie żywej». Jest to jedna z siedmiu mów wyszczególnianych w treści Ewangelii Jana obok siedmiu znaków/cudów, które uczynił Jezus. Drugą ważną mową Chrystusa wyszczególnioną w tej ewangelii jest «Mowa o chlebie życia» znajdująca się w rozdz. 6,22–59. Chociaż każda z tych mów stanowi odrębny dyskurs w treści księgi, komplementując się wzajemnie stanowią wyodrębniony przez egzegetów temat: «Chrystus życiem».

#### Rozmowa z Samarytanką

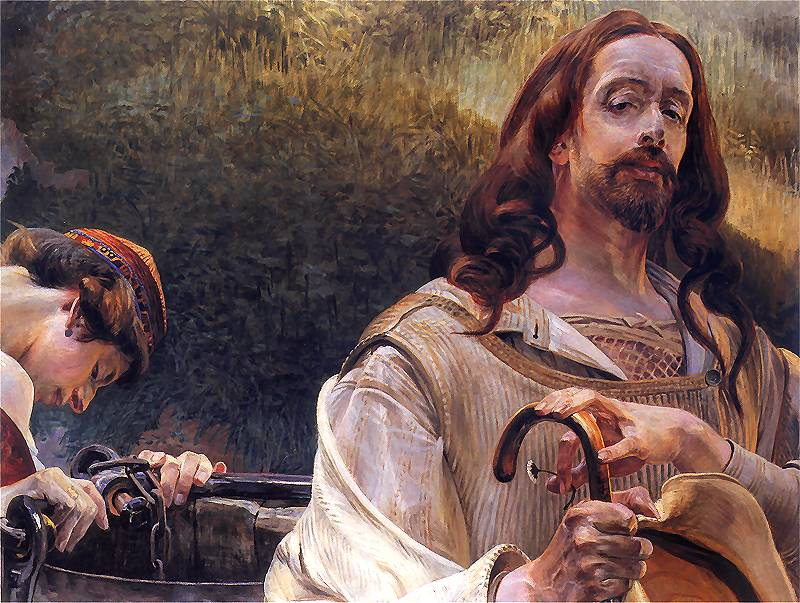
Jacek Malczewski, Chrystus i Samarytanka przy studni, 1910, kolekcja prywatna

Pierwszy raz motyw «wody żywej» pojawia się w rozdz. 4, w czasie tzw. Rozmowy z Samarytanką. «Wodą żywą» w pojęciu Izraelitów była woda źródlana. W Starym Testamencie miała często znaczenie symboliczne. Przedstawiała prawdę lub Prawo (hebr. תורה), często też samego Boga. U proroków była obrazem błogosławieństwa, łaski czy zbawienia mesjańskiego. W trakcie rozmowy Jezus przechodzi od znaczenia naturalnego do znaczenia nadprzyrodzonego. W oparciu o różne przesłanki zawarte w treści samej Ewangelii Jana egzegeci upatrują w «wodzie żywej» symbol nauki objawionej ludziom przez Chrystusa, samego Chrystusa czy też Ducha Świętego. Znaczenia te nie wykluczają się wzajemnie, ale się uzupełniają i przedstawiają różne aspekty daru jaki Ojciec daje w Synu.

#### W Święto Namiotów
Słowa zawarte w tej perykopie Jezus miał wypowiedzieć w ostatnim najważniejszym dniu Święta Namiotów (hebr. ‏סוכות‎). Ewangelista sam wyjaśnia, czym albo raczej kim jest «woda żywa»: "A powiedział to o Duchu, którego mieli otrzymać wierzący w Niego" (J 7,39).
Spór egzegetyczny dotyczy miejsca pochodzenia «wody» a więc Ducha. Dwojaka lekcja tego tekstu wpływa na rozdwojenie w interpretacji. Raz źródłem wody żywej jest wierzący, w drugiej wersji sam Chrystus. Pierwsza interpretacja bierze swój początek w szkole aleksandryjskiej i obecna jest u Orygenesa, Cyryla Aleksandryjskiego, Cyryla Jerozolimskiego, Grzegorza z Nyssy, u Ambrożego czy też u św. Hieronima.
Bardziej prawdopodobna lekcja, upatrująca w Chrystusie Panu źródło «wody żywej», zdaje się odnosić do proroctwa z Księgi Zachariasza 14,8. Za tą interpretacją przemawia kontekst święta i miejsce wygłaszania mowy. Poprzez Hipolita i Ireneusza lektura ta sięga do samej osoby Jana Apostoła, autora Ewangelii. Woda wylewana na ołtarz w świątyni podczas święta stała się dla św. Jana symbolem zbawienia, które daje Chrystus. Jest to aluzja do ofiary na ołtarzy krzyża na Golgocie: ciało Pana zostało przebite, by wypłynęły z niego «potoki wody żywej» − zbawienie w Duchu danym przez Pana. Za tą interpretacją idą bibliści: Jeremias, Dodd, Bultmann i inni.

### Apokalipsa

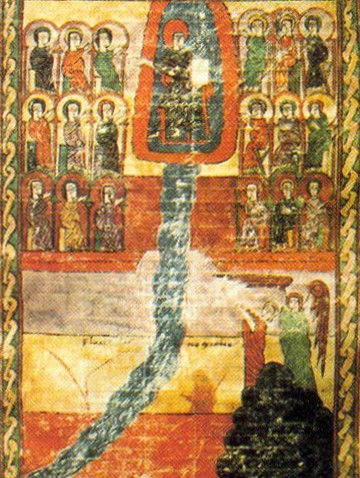
Przedstawienie Fleuve de Vie, Rzeki życia z Księgi Apokalipsy, Urgell Beatus (f°198w-199), ok. X w.

Autor natchniony dwukrotnie mówi o wodzie żywej w Księdze Apokalipsy: w rozdz. 21, w wersecie 6 w odniesieniu do Nowego Jeruzalem: „Ja pragnącemu dam darmo pić ze źródła wody życia”, zaś w rozdz. 22, w wersecie 1: „I ukazał mi rzekę wody życia, lśniącą jak kryształ, wypływającą z tronu Boga i Baranka”. W obu przypadkach termin często interpretowany jest jako Duch Święty.
Katechizm Kościoła Katolickiego uważa to określenie Ducha Świętego, za jedno z najpiękniejszych (nr 1137).
Przewijający się w pismach Janowych temat wody żywej może zostać przedstawiony w następujący sposób:
| Ewangelia Jana 4,14                                                                        | Ewangelia Jana 7,37.38                                                                                             | Apokalipsa 21,6                                       |
| ------------------------------------------------------------------------------------------ | --- | ----------------------------------------------------- |
| ... woda, którą ja mu dam, stanie się w nim źródłem wody wytryskającej ku życiu wiecznemu. | ... Jeśli ktoś jest spragniony... niech przyjdzie do mnie i pije!... Strumienie wody żywej popłyną z jego wnętrza. | ... Ja pragnącemu dam darmo pić ze źródła wody życia. |

Użycie zwrotu «woda żywa» w 20 rozdz. Apokalipsy stanowi motyw składowy wspólnego dla całej księgi "wątku o życiu". Pojawia się on, gdy mowa jest o «księdze życia» w rozdz. 21 oraz o «drzewie życia» w rozdz. 22.
Protestancki biblista John Stott upatruje tutaj związek z motywem «życia wiecznego», o którym mowa jest w 17 rozdz. Ewangelii Jana: „A to jest życie wieczne: poznać Ciebie, jedynego, prawdziwego Boga, i Tego, którego posłałeś, Jezusa Chrystusa”.
Świadkowie Jehowy uważają, że Jehowa Bóg jest „źródłem wody żywej”. Woda ta wyobraża przedsięwzięte przez Boga środki (m.in. Królestwo Boże) umożliwiające przywrócenie życia wiecznego, również osobom spodziewającym się żyć w raju na ziemi (Jer 2:13; Jn 17:1, 3; 4:7-15; Obj 21:1; 22:1, 2).

## W przekazach i baśniach
Daje siłę i nieśmiertelność, wskrzesza zmarłych, przywraca wzrok, odwraca zaklęcia i uroki. Znajduje się w trudno dostępnych miejscach, często jest strzeżona przez bóstwa i potwory. Zdobywają ją zazwyczaj osoby odważne i szlachetne.
Wierzono np. na Wołyniu, że młoda para powinna poddać się rytualnemu oczyszczeniu, na rozebranych do naga młodych wylewano konewkę „wody żywej”, symbolizując w ten sposób wyzbycie się poprzedniego stanu.